# Donda striatovirens
Donda striatovirens är en fjärilsart som beskrevs av Moore 1883. Donda striatovirens ingår i släktet Donda och familjen nattflyn. Inga underarter finns listade i Catalogue of Life.